# Wolf Rock, Cornwall
Wolf Rock är ett klippgrund, 9 nautiska mil öster om St Mary's, Isles of Scilly och 4 nautiska mil sydväst om Land's End, i Cornwall, Storbritannien. En fyr, känd som Wolf Rock Lighthouse, byggdes på klippgrundet av James Walker 1861–1869 och den startade sin tjänst i januari, 1870. Tornet 41 meter högt och är konstruerat av Cornish granit som utvanns i Penzance på fastlandet i Cornwall.
Fyren tog 9 år att bygga på grund av de svåra väderförhållanden som ständigt råder mellan Cornwall och Scilly. Det kan ses från Land's End dag och natt och är beläget nästan exakt halvvägs mellan Lizard och Scillyöarna. Den har en räckvidd på 23 nautiska mil (37 km) och automatiserades år 1988. Fyren var först i världen att vara utrustad med en helikopterplatta.
Grundet är den enda del av grevskapet Cornwall som inte tillhör någon civil parish.
|  |  |
|  |  |